# DEL48
DEL48(디이엘포티에이트)는 인도의 델리를 중심으로 활동했던 여성 아이돌 그룹이다.

## 개요
AKB48의 자매 그룹의 하나이다. 종합 프로듀스는 AKB48와 함께 아키모토 야스시가 맡았다. 그룹명의 유래는 델리(DELhi). 그룹 색상은 오렌지색(위)과 흰색(아래).
2019년 6월 19일, 인도 뭄바이를 거점으로 한 새 자매 그룹 MUB48와의 두 그룹을 발족했다.
동년 12월 28일, 일본 AKB48 극장에서 1기생 멤버 피로연. 같은 날 30일에 1기생 멤버 22명 공식 사이트에 공개.
2020년 10월, 신종 코로나바이러스의 세계적으로 유행을 요인에 DEL48의 모든 활동을 일시 휴지했다.
이후, 2022년 7월 13일에 그룹을 해체하였다.

### 해체루머와 소속사 해명
2020년 10월 9일, AKB48 소식을 전달하는 블로그에서 난데없이 DEL48이 해체됐다고 인스타그램과 트위터에 전파시켰다. 거기다 관리자와 멤버들과 주고받는 DM을 캡처해 올려 논란을 더 키웠는데 다행히도 DEL48은 해체되지 않았고, 증거로 해체됐다고 DM 캡처해서 올린것들은 합성 한 것이므로 사실이 아닌것으로 밝혀졌다. 여기에 YKBK48도 공식 사이트나 DEL48 계정 인스타그램에 해명을 했다. 코로나로 인해 동년 10월 5일부터 인도 보건당국에서 행사를 금지해서 일시중단 한다고 밝혔다. 코로나 가 진정세를 보이면 재개한다고 밝혔다.

## 멤버

### 1기생
- 아칸크샤 박시 (아키) (Aakanksha Bakshi)
- 산비 아로라 (안비) (Sanvi Arora)
- 애쉬윈 버크 (애슐리) (Ashwin Virk) - 최연소
- 비니타 부다토키 (비니) (Binita Budathoki)
- 마나스바니 판트 (코코) (Manasvani Pant)
- 엘리자 세갈 (엘리) (Eliza Sehgal)
- 드와니 싱 (엘사) (Dhwani Singh)
- 프레야 그로버 (비니) (Freya Grover)
- 비두시 (글리터) (Vidushi)
- 쿠시 두아 (글로리) (Khushi Dua)
- 딕샤 파르마르 (그레이스) (Diksha Parmar)
- 바비카 차다 (이카) (Bhavika Chadha)
- 이크라 칸 (이크라) (Iqra Khan)
- 소날리 싱 (크윈) (Sonali Singh)
- 만낫 산두 (만나) (Mannat Sandhu)
- 마히카 샤르마 (미샤) (Mahika Sharma)
- 로비나 난드와니 (미투) (Loveena Nandwani)
- 소날리 탈와르 (니나) (Sonali Talwar)
- 라츠나 (라츠) (Rachna)
- 시반기 네기 (레이나) (Shivangi Negi)
- 삼라기 반살 (샤샤) (Samragyi Bansal)
- 키란 (티나) (Kiran) - 최연장자

## 같이 보기
일본 자매 그룹
- AKB48
- SKE48
- NMB48
- HKT48
- NGT48
- STU48

일본 해외 자매 그룹
- JKT48
- BNK48
- MNL48
- AKB48 Team SH
- AKB48 Team TP
- SGO48
- CGM48
- MUB48
- KLP48